# Robin Bergstrand
Robin Bergstrand is een Britse langeafstandsloper en bergloper. Hij won ook meerdere medailles op het WK berglopen.
In 1988 won Bergstrand de Zevenheuvelenloop in 46.20. Twee jaar eerder eindigde hij derde in een tijd van 46.37 achter de winnaar Sam Carey (46.22) en de nummer twee Jos Sasse (46.23).

## Palmares

### atletiek
- 1986:  Zevenheuvelenloop - 46.37
- 1987: 9e Zevenheuvelenloop - 47.52
- 1988:  Zevenheuvelenloop - 46.19
- 1990: 9e Zevenheuvelenloop - 47.04

### berglopen
- 1985:  WK berglopen junioren - 23.42
- 1986:  WK berglopen junioren - 30.12
- 1992:  WK berglopen - 50.01